# Viborg Landsting
Viborg Landsting var i middelalderen et af Danmarks tre hovedting. De to andre hovedting lå i Ringsted og Lund. Landstinget blev afløst af Landsoverretten for Nørrejylland i 1805.

## Før ca. 1550
- Landstinget havde dømmende magt.
- Landstinget havde lovgivende magt. Således blev Jyske Lov vedtaget af landstinget i 1241.
- Landstinget skulle oprindeligt vælge konger. Senere skulle tinget bare hylde nye konger.
- Landstinget kunne oprindeligt også træffe beslutning om krig og fred.

## Efter ca. 1550
- Landstinget var appelret for sager fra herredsting, birketing og byting. De større sager kunne efterfølgende appeleres til Kongens Retterting, efter 1661 til Højesteret.
- Køb og salg af herregårde (hovedgårde) skulle tinglyses på Viborg Landsting. Dette gjaldt både for hovedgårdene i Nørrejylland og i Sønderjylland (Slesvig).

## I 1700-tallet
Snapstinget i Viborg fungerede som en afdeling af Landstinget. Snapstinget kontrollerede bank- og kreditvæsen i Jylland. Snapstinget var også et almindeligt marked for bl.a. korn og stude. 
På grund af Landstingets og Snapstingets virksomhed i Viborg kom den jyske adel og de nye borgerlige  godsejere ofte til byen i 1700-tallet.